# Ceddo
Ceddo è un film del 1977 diretto da Ousmane Sembène.
Fu presentato alla Quinzaine des Réalisateurs del 30º Festival di Cannes.

## Tematica
Film storico che riflette sulla penetrazione religiosa e politica dell'Islam che ha sconvolto le tradizionali strutture sociali africane, Ceddo è stato censurato in Senegal fino al 1984 dall'allora Presidente Léopold Sédar Senghor. Il film affronta tematiche complesse quali la filosofia e la politica con l'ambizione di evocare l'intera esperienza africana e rivendicare l'esistenza in Africa Sub Sahariana di strutture politiche complesse anteriori all'arrivo degli Arabi e degli Europei.

## Riconoscimenti
- Gran Premio Paul Rebeson al Festival Los Angeles
- Premio Intelfilm Festival di Berlino